# Cabeço das Cabras
O Cabeço das Cabras é uma elevação portuguesa de origem vulcânica localizada na freguesia de São Caetano, concelho da Madalena, ilha do Pico, arquipélago dos Açores.
Este acidente geológico tem o seu ponto mais elevado a 1231 metros de altitude acima do nível do mar, sendo uma das mais altas elevações da ilha do Pico, enconta-se próximo do Lomba de São Mateus.